# Seututie 467
Pour les articles homonymes, voir Route 467.
La route régionale 467 (finnois : Seututie 467) est une route régionale allant de Hiismäki jusqu'à Susimäki à Rantasalmi en Finlande,,.

## Présentation
La seututie 467 est une route régionale dans la commune de Rantasalmi en Savonie du Sud.